# Charlie St. Cloud
Charlie St. Cloud is een Amerikaanse film uit 2010 van regisseur Burr Steers. De film is gebaseerd op de roman Het lange afscheid van Charlie St. Cloud van schrijver Ben Sherwood.

## Verhaal
Charlie St.Cloud (Zac Efron) is een jonge man die de dood van zijn jongere broer, Sam, niet heeft verwerkt. Hij werkt als beheerder op de begraafplaats waar zijn broer begraven ligt. Hij heeft nog steeds een speciale band met zijn broer, hij kan hem namelijk zien. Charlie ontmoet Sam elke nacht om te praten en honkbal spelen. Als er een vrouw (Amanda Crew) in zijn leven komt moet hij kiezen tussen de belofte die hij Sam heeft gedaan of achter de vrouw aangaan waar hij gevoelens voor heeft.

## Rolverdeling
- Zac Efron als Charlie St.Cloud
- Charlie Tahan als Sam St.Cloud (12 jaar)
- Amanda Crew als Tess Caroll
- Augustus Prew als Alistair Woolley
- Kim Basinger als Louise St.Cloud
- Dave Franco als Sully
- Donal Logue als Tink Weatherbee
- Charlie tahan als Sam St.Cloud

## Productie
In april en mei 2003 streden drie studio's voor de filmrechten van het boek van Ben Sherwood, voordat het boek was gepubliceerd. Universal Studios en Marc Platt hebben de filmrechten gekocht voor een bedrag tussen de 500,000 en 1 miljoen dollar. Schrijver Ben Sherwood werd een Uitvoerend producent samen met Donna Langley van Universal. Joe Johnston werd toen oorspronkelijk gekozen als regisseur.
De eerste versie van het script werd geschreven door James Schamus en Lewis Colick. De uiteindelijke versie is geschreven door Craig Pearce.
In maart 2009 werd Johnston vervangen als regisseur door Burr Steers en werd Michael Platt producent. Steers heeft laatste wijzigingen aan het script aangebracht. Zac Efron was de eerste hoofdrol dat gecast werd. Efron verliet de remake van Footloose om in deze film te spelen. Pre-productie werd in maart 2009 bereikt en het filmen begon in juli 2009.
Het filmen met Efron begon in Vancouver in juli 2009, Amanda Crew werd gecast als Tess Carroll in juli 2009. Crew begon met filmen in september. Kim Basinger werd midden augustus 2009 gecast als Louise St.Cloud. Tieneracteur Chris Massoglia tekende in oktober 2009 voor de rol van de broer van Charlie St. Cloud.
Er werd gefilmd van 31 juli tot 22 oktober 2009.